# Báguena
Báguena – gmina w Hiszpanii, w prowincji Teruel, w Aragonii, o powierzchni 25,17 km². W 2011 roku gmina liczyła 370 mieszkańców.